# Difusão de Knudsen
Difusão de Knudsen é um meio de difusão que ocorre em um poro longo com um diâmetro estreito (2–50 nm) porque moléculas frequentemente colidem com a parede do poro.
O tipo de fenômenos de transporte anômalos do tipo da difusão de Knudsen, com o acréscimo de reações químicas ao processo, é conhecido como existindo em um amplo conjunto de situações físicas, químicas e biológicas.

## Auto-difusão de Knudsen
No regime da difusão de Knudsen, as moléculas não interagem umas com as outras, então elas movem-se em linhas retas entre pontos sobre a superfície do canal do poro. Auto-difusividade é uma medida da mobilidade translacional de moléculas individuais. Sob condições de equilíbrio termodinâmico, a molécula é adicionada e sua trajetória mantida por um longo tempo. Se o movimento é difusivo, e em um meio sem correlações de longo alcance, a disposição quadrada da molécula de sua posição original irá eventualmente crescer linearmente com o tempo (equação de Einstein). Para reduzir erros estatísticos em simulações, a auto-difusividade, Ds , das espécies é definida do conjunto médio da equação de Einstein sobre um número suficientemente grande de moléculas,N :